# ترامواي سطيف
ترامواي سطيف  هو خط ترامواي لمدينة سطيف، يعتبر سادس خط ينجز في الجزائر بعد كل من خطوط الجزائر وهران قسنطينة سيدي بلعباس وورقلة، تم افتتاح الخط في 8 مايو 2018، تمتد الخطوط كما يلي : الخط الأول على مسافة 15,2 كلم، ويشمل 26 محطة كلها بأسماء تاريخية يربط ما بين جامعة سطيف 1 فرحات عباس (قطب الباز)، الجامعة المركزية، ملعب 08 مايو 1945، محطة نقل المسافرين، وسط المدينة، الأحياء الشرقية من المدينة، وخط ثاني لم ينجز بعد، المنطقة الصناعية 1 و 2 و 3، حي بيزار وباب بسكرة ووسط المدينة.

## تاريخ
أعطيت إشارة الانطلاق الرسمية لأشغال إنجاز الخط الأول شرق-غرب على مسافة 22.4 كم مع ثلاثين محطة بتاريخ 8 مايو 2014.
قام صاحب المشروع مؤسسة مترو الجزائر بتكليف المكتب التركي يوكسيل بروج (YUKSEL PROJE) بالدراسة المفصلة للمشروع وانشاء شبكة خطوط مكثفة ومنح انجاز المشروع إلى المجمع الجزائري الفرنسي التركي (ألستوم (الجزائر) وألستوم للنقل (فرنسا) ويابي ميركزي (تركيا) ). تكفلت الشركة التركية يابي ميركزي بإنشاء البنية التحتية للمشروع. بينما تكفل المجمع بأعمال التخطيط وتجهيز الخط. تكلفة المشروع حوالي 38 مليار دينار جزائري.
في بداية عام 2016، طلبت مؤسسة مترو الجزائر من سيتال الجزائر ستة وعشرين ترامًا من ترام ألستوم سيتاديس على طول 15,2 كيلومتر المزمع تشغيلها في 8 مايو 2018. هذا الطلب هو جزء من العقد الإطاري الموقع في عام 2012 من قبل مصنع سيتال (عنابة) ومؤسسة مترو الجزائر.
في 8 مايو 2018، كجزء من إحياء ذكرى مجازر 8 مايو 1945، قام وزير الداخلية والسلطات المحلية والتخطيط المكاني نور الدين بدوي، يرافقه وزير النقل والأشغال العامة عبد الغني زعلان، بافتتاح ترامواي المدينة.

## مواصفات

### المشروع
- طول الخط : 22,4 كم
- عدد المحطات : 41 محطة.
- المسافة ما بين المحطات : 525 متر.
- مدة المسار : 45 دقيقة.
- السرعة : 20,3 كلم/سا.
- تردد وصول الحافلات : 4 دقائق في ساعات الذروة.
- 40 مركبة طول كل واحدة 45 متر وعرضها 2,65 متر.
- قدرة استيعاب المركبة الواحدة : 300 راكب أي بمعدل 6 ركاب في المتر المربع الواحد.
- قدرة الاستيعاب في ساعات الذروة : 5000 راكب في الساعة وفي الاتجاه الواحد.

### الخط الأول
الخط الأول لترامواي سطيف يضم:

#### المرافق
- 11 مـحـطـات فـرعـية كـهـربائـيـة
- 40 مـفـترق طـريق
- 04 حـظائـر
- 04 أقـطـاب تـبادل
- 06 وكالات تجـارية
- 24 كــشـك لبـيـع التــذاكــر
- (01) جـسـر على واد بوسلام

#### المركبات
- السـرعـة التـجارية: 20.3 كلم/ سا
- تـردد القاطرات: 4 دقـائـق في أوقات الذروة
- يتم استغلال ترامواي سطيف بـ 26 قاطرة:

#### القاطـرة
- عــرض الــقــاطــرة: 2.65 م
- سعة القـاطـرة: 414 مـسـافـر
- سعة الـنـقـل فـي أوقــات الــذروة: 6000 مـسـافـر/ فـي الـسـاعـة / وفـي الإتـجــاه الــواحــد

#### المسار
يربط الخط الأول بين القطبين الأول والثاني لجامعة سطيف 1 -فرحات عباس في سطيف، ثم ملعب 8 ماي 1945 ويعبر وسط مدينة سطيف قبل أن يخدم الأجزاء الشرقية من المدينة.

#### التعريفة
حددت تسعيرة الرحلة لمرة واحدة مهما كان عدد المحطات أو المسافة المقطوعة ب40 ديانر جزائري (0.33 دولار)، كما يمكن الاستفادة من الاشتراك الشهري تواصل يسمح بالسفر غير المحدود لمدة 30 يوما متتالية على طول خط الترامواي مع الاستفادة من أسعار منخفضة 

### الخط الثاني

#### المسار
سيغادر الخط الثاني المحطة متعددة الوسائط جنوب المدينة، وسيخدم المنطقة الصناعية وحي 20 أغسطس 1955 قبل أن ينتهي بالانضمام إلى السطر الأول في ساحة الحرية في وسط مدينة سطيف. تم إلغاء هذا الأخير بسبب سياسة التقشف المطبقة بعد انخفاض أسعار النفط.

## استغلال
في 24 مايو 2012 ، أعلنت الهيئة المستقلة للنقل في باريس (RATP) أنها حصلت على تشغيل وصيانة جميع مشاريع الترام الجزائرية، بما في ذلك ترامواي سطيف، كجزء من مشروع مشترك (باستثناء الصيانة للجزائر العاصمة). تدير الهيئة هذه الشركة المشتركة، باسم «شركة لتشغيل الترامواي» (Setram)، والتي تمثل مساهمًا فيها بنسبة 49 ٪، إلى جانب مؤسسة النقل الحضري وشبه الحضري لمدينة الجزائر (إيتوزا) بنسبة 36 ٪ ومؤسسة مترو الجزائر بنسبة 15 ٪. كما هو الحال بالنسبة لشبكات الترامواي الأخرى في الجزائر، فإن سيترام مسؤولة عن تشغيل وتحضير وصيانة وصيانة ترامواي سطيف، 

## وصلات خارجية
- الموقع الرسمي. نسخة محفوظة 10 يونيو 2020 على موقع واي باك مشين.